# Oberflächenangabe
Oberflächenangaben sind Eintragungen in Technischen Zeichnungen zur Spezifikation der Beschaffenheit einer oder mehrerer technischer Oberflächen des in der jeweiligen Zeichnung dargestellten Körpers, Gegenstandes, Werkzeugs oder Werkstücks.
Die Eintragung der Oberflächenbeschaffenheit beim Technischen Zeichnen erfolgt mit speziellen, genormten Symbolen nach DIN EN ISO 1302.
Die Beschaffenheit einer Oberfläche hängt von verschiedenen Parametern wie z. B. dem gewählten Fertigungsverfahren, dem Werkzeug oder der Schnittgeschwindigkeit ab, wobei je nach Oberflächenbearbeitung die eine oder andere Gestaltabweichung das optische Erscheinungsbild einer Oberfläche bestimmt.
Die Oberflächenangaben in Technischen Zeichnungen beziehen sich im Allgemeinen auf die zu erreichende Rauheit der Oberfläche.